# Oncidium sect. Oblongata
Oncidium sect. Oblongata es una sección de orquídeas epifitas perteneciente al género Oncidium. Se caracterizan por tener las inflorescencias muy largas.

## Especies
1. Oncidium altissimum [Jacq.]Swartz 1800 TYPE
2. Oncidium ampliatum Lindl. 1833
3. Oncidium andradeanum Dodson & Bennett 1989
4. Oncidium ansiferum Rchb. f. 1852
5. Oncidium baueri Lindl. 1833
6. Oncidium bracteatum Warsz. & Rchb. f. 1852
7. Oncidium chrysomorphum Lindl. 1855
8. Oncidium dichromaticum Rchb.f. 1855
9. Oncidium durangense Hágsater 1981
10. Oncidium ensatum Lindl. 1842
11. Oncidium estradae Dodson 1980
12. Oncidium fasciculatum Hágsater 1981
13. Oncidium fasciferum Rchb.f. & Warsz. 1854
14. Oncidium floridanum Ames 1924
15. Oncidium hannelorae Nir 2000
16. Oncidium incurvum Barker ex Lindl. 1840
17. Oncidium iricolor Rchb.f. 1854
18. Oncidium isthmi Schltr. 1922
19. Oncidium leleui R.Jiménez & Soto Arenas 1990
20. Oncidium liebmannii Rchb.f. ex Kraenzl. 1922
21. Oncidium maizifolium Lindl. 1846
22. Oncidium nebulosum Lindl. 1841
23. Oncidium oblongatum Lindl. 1844 Type
24. Oncidium orthostates Ridl. 1887
25. Oncidium panamense Schltr.1922
26. Oncidium peltiforme Königer 1999
27. Oncidium pergameneum Lindl. in G.Bentham 1842
28. Oncidium polycladium Rchb.f. ex Lindl. 1855 Costa Rica Panama
29. Oncidium reflexum Lindl. 1837
30. Oncidium schillerianum Rchb.f. 1854
31. Oncidium schmidtianum Rchb.f. 1886
32. Oncidium sphacelatum Lindl. 1841
33. Oncidium stenobulbon Kraenzl. 1922
34. Oncidium suave Lindl. 1843
35. Oncidium tetrotis Rchb.f. & Warsz. 1854 Colombia
36. Oncidium tigrinum La Llave & Lex. 1825
37. Oncidium tipuloides Rchb.f. 1852
38. Oncidium wentworthianum Bateman ex Lindl 1840